# Broncho Billy and the Western Girls
Broncho Billy and the Western Girls è un cortometraggio muto del 1913 interpretato e diretto da Gilbert M. 'Broncho Billy' Anderson.
Non va confuso con Western Girls, girato l'anno prima da Anderson, che però non fa parte della serie dedicata a Broncho Billy.

## Produzione
Il film fu prodotto dalla Essanay Film Manufacturing Company e venne girato a Niles. Gilbert M. 'Broncho Billy' Anderson, fondatore della casa di produzione Essanay (che aveva la sua sede a Chicago), aveva individuato nella cittadina californiana di Niles il luogo ideale per trasferirvi una sede distaccata della casa madre. Niles diventò così, il set dei numerosi western prodotti da Anderson.

## Distribuzione
Distribuito dalla General Film Company, il film - un cortometraggio a una bobina - uscì nelle sale cinematografiche USA il 12 luglio 1913.
Copia del film viene ancora conservata.